# توماس مولر (عسكري)
توماس مولر (بالألمانية: Thomas Müller)‏ هو عسكري ألماني، (ولد في ميونخ في ألمانيا 1902  م).